# Neoholmgrenia hilgardii
Neoholmgrenia hilgardii är en dunörtsväxtart som först beskrevs av Edward Lee Greene, och fick sitt nu gällande namn av Warren Lambert Wagner och Hoch. Neoholmgrenia hilgardii ingår i släktet Neoholmgrenia och familjen dunörtsväxter. Inga underarter finns listade i Catalogue of Life.